# 27952 Атапуерка
27952 Атапуерка (27952 Atapuerca) — астероїд головного поясу, відкритий 11 серпня 1997 року.
Тіссеранів параметр щодо Юпітера — 3,529.